# A LONG VACATION
『A LONG VACATION』（ア・ロング・バケイション）は、1981年3月21日にリリースされた大滝詠一のスタジオ・アルバム。

## 解説
LP及びCD帯のカナ表記は「ロング・バケイション」で、「ロンバケ」の愛称でも親しまれている大滝最大のヒット作。1982年のCD発売後、オリコン初のミリオンセールス作品でもある。1970年代まではまだ知名度が低かった大滝の名が世間にも広まり、音楽業界では「（ナイアガラでのソロ活動開始から）5年も売れなかったアーティストが突如売れるのは奇跡」と言われるほどの出来事だった。以後も、アルバム収録曲にタイアップや、多くのアーティストにカバーされている。
大滝本人による「Pap-Pi-Doo-Bi-Doo-Ba物語」を除いて、作詞はすべて松本隆が担当している。2人がコンビを組むのは、はっぴいえんど『HAPPY END』収録曲「田舎道」「外はいい天気」以来。本作は当初、大滝の誕生日である7月28日リリースの予定だったが、松本が妹の看病、そして死去により詞が書けなくなり、「作詞を降りる」と大滝に告げたが、彼は「発売を延ばす。待つよ」と返答し、9月に延長されたもののさらに伸び、結局3月の発売となった。これらの経緯について後年、松本は以下のようにコメントしている。
販売延期については以前、ディストリビュート契約を結んでいた日本コロムビアが1980年までナイアガラ・レーベルの販売権を持っていたことも影響していると推測される。
大滝曰く、自分のボーカルにキーを合わせて作曲したのはファースト・ソロ・アルバム『大瀧詠一』以来という（その間は全て楽器に合わせて作曲していた）。

### 制作過程
本作の制作過程について大滝は、雑誌のインタビューで「昨年（1980年）4月13日にレコーディングに入って、最初は（1980年）7、8月に出そうとの事で夏のイメージで初めて、A面の1、2、3をレコーディングしたけど、そのうちに11月、12月に発売させるということになってしまったので、それじゃ、冬っぽいものも入れようということでB面の最後の方が冬物になった。けれど、どうも発売が延びて、それじゃってことで発売が結果的に（1981年）3月21日になってしまい、冬物がちょっと合わなくなったけどね、いやーレコーディングは感動の連続でした」などと述べ、制作の強い動機と自身の音楽性について以下の話をした。

## アートワーク、パッケージ
アルバムの帯には以下のキャッチコピーが記載されている。
アルバム・ジャケットのアートワークは大滝の他作品も手がけている永井博による。元々は永井が1979年に発表した『A LONG VACATION artbook』から大滝が「こんなテイストにしたい」と決めている。松本隆によると、描かれている白いパラソルからインスピレーションを得て作られたのが松田聖子の「白いパラソル」だという。
CD発売促進のカタログの表紙にある同盤のジャケットには、コンパクトディスク・マークがデザインされていないのが確認される。

## チャート成績
オリコン1位は獲得できなかったものの最高2位まで上がり、発売1年で100万枚を突破した。発売から20年を経た2001年時点での再発盤を含めた累計売上は約170万枚。さらに2020年時点での累計売上は200万枚以上に達する。

## 評価
本作は、雑誌『レコード・コレクターズ』2010年9月号の特集「日本のロック・アルバム・ベスト100（1980年代編）」にて、第1位に選ばれた。

## 収録曲

### SIDE A
1. 君は天然色  –  (5:02)
  - 作詞：松本隆、作曲：大瀧詠一
  - 元々大滝が「あなただけI LOVE YOU」に続く第二弾として川端薫ディレクターから依頼されて須藤薫に書いた曲だったが「これは女性向きではない。男性が歌うべきだ」として不採用となり、大滝が自分用にアレンジして歌った楽曲である。後に「須藤薫は残念がっていたが、この曲を返してくれた事に感謝している。」と語っている。間奏部分は元々クレイジー・パーティーの「がんばれば愛」（アニメ映画『がんばれ!!タブチくん!!』シリーズエンディングテーマ）の間奏に使われる予定であったとされる。イントロのカウントをカットしたバージョンでアルバムと同日にシングル・カットされた。
  - 後年ロート製薬「新・Vロート」（1982年）、キリンビバレッジ「生茶」（2004年）、アサヒビール「すらっと」（2010年）、サントリー「金麦糖質75%オフ」（2012年）、ダイハツ「ムーヴ キャンバス」（2020年） のCMソングに使用された。2020年にはテレビアニメ『かくしごと』のエンディングテーマに、そして映画『私をくいとめて』の挿入歌＆エンディングテーマに採用された。
  - 基本トラックは2チャンネルの一発録音。
2. Velvet Motel  –  (3:42)
  - 作詞：松本隆、作曲：大瀧詠一
  - アン・ルイスに提供する予定だった「Summer Breeze」の改題曲。
  - 大滝による別の歌詞が付けられており、デモテープではその歌詞で歌われている。女性ボーカルはRAJIE。
  - 基本トラックは2チャンネルの一発録音。
3. カナリア諸島にて  –  (3:58)
  - 作詞：松本隆、作曲：大瀧詠一
  - 「君は天然色」のB面としてシングル・カット。
  - 作詞当時、松本はカナリア諸島を訪れた経験がなく、想像で詞を書いたが、1999年に初めて訪れている。
  - ロート製薬「新・Vロート」（1981年）と、スバル（富士重工業）・WRX S4（2015年）でCMソングとして使用された。
  - 基本トラックは2チャンネルの一発録音。他者に書いたが、不採用になった楽曲が多い今作では例外の新曲である。
4. Pap-pi-doo-bi-doo-ba物語（ストーリー）  –  (3:14)
  - 作詞・作曲：大瀧詠一[注釈 2][book 4]
  - もともとはCM用に制作された「大きいのが好き」[注釈 3]を『ロンバケ』用に発展させたもの。CM曲ではシャネルズがドゥーワップの定番フレーズ“ダー・ビ・ドゥ・ビ・ドゥ・バ”を挿入しているが、本曲ではシンセサイザーによる打ち込み。
  - 大滝によれば「パッ・ピ・ドゥ・ビ・ドゥ・バは松武君にシンセで作ってもらったのだけど、2つ問題があって、1つは鍵盤を押して“パッ!”って音が出るまで若干遅れちゃうのです。なのでキーボーディストにはわずかに先読みして弾いてもらうハメになってしまいました。もう1つは、当時はアナログ・シンセなのでパッ・ピ・ドゥ・ビ・ドゥ・バを1音ずつ作って録るのです。1つ言葉を作っちゃ、食い気味に弾いたものを録音していって、最後に1本につなげるという大変面倒なことをしました。なっかなか一連で言葉に聴こえるようにならなくて、何度もやりましたよ。だからよく聴くと完全にジャストにはなっていないはずです。そのバラバラ感をわざと残しつつ良い案配になるまでトライし続けました」[book 5]という。
  - また、鈴木茂が弾いているギター・フレーズは大滝が指定したものだという。大滝は「ハニカムズでおなじみの高音ギターってことで軽く口三味線をしたらすぐにあのイントロのフレーズを出してくれました。というわけで、この曲はセカンド・ラインとボ・ディドリー・スタイルを煮込んでハニカムズ・ギターで味を整えた上にドゥーワップ・ソースを振りかけたというのが1つの解釈になるわけだけど、さらにソースにもう一味欲しいかなってことでシンセ・ドゥーワップという史上初のジャンルを提示してみた、ってことでいかがでしょうか」[book 5]と答えている。
5. 我が心のピンボール  –  (4:24)
  - 作詞：松本隆、作曲：大瀧詠一
  - 歌詞に出てくる「Tilt（ティルト）」とは、ピンボール台自体を揺らすこと。この楽曲のみ、本作収録曲では一度もライブで演奏されたことが無かった。

### SIDE B
1. 雨のウェンズデイ  –  (4:24)
  - 作詞：松本隆、作曲：大瀧詠一
  - 当初は「恋するカレン」のB面としてシングル・カットされたが、後にA面とB面を逆にしたシングルが初回プレスはクリア・ヴィニール仕様で、セカンドプレスは通常仕様で発売されている。
2. スピーチ・バルーン  –  (3:55)
  - 作詞：松本隆、作曲：大瀧詠一
  - 1980年にスラップスティックへ提供した「デッキ・チェア」（作詞：森雪之丞）の改作で、スピーチ・バルーンとは漫画のフキダシのこと。後に、自身のラジオ番組のタイトルにも使用された。
  - 曲中、ドラムがリムからスネア打ちになるたびにユニゾンで鳴る音は、大滝が矢野誠から借りたタブラをパーカッショニストが叩いているのだという[book 5]。さらに大滝によれば「この曲はソロで歌っていますが、マルチには4回それぞれ録音したものがあるのです。例えば、エルヴィス・プレスリーのアウト・テイクを聴けば分かるのですが、毎回違うわけです。あれは“さっきはこうだったから今度はこうしよう”って意識してやってるんじゃなくて、毎回気分をリフレッシュして歌っている気がする。エルヴィスは同録だから演奏も毎回少しずつ変わり、そうなれば歌も引っ張られる。だから僕も気分を変えて歌いたかったわけですが、ここで出てくるのがモニター・バランスなのです。ちょっとスネアを上げてみるとか、ギター上げめでやってみたりすると飽きない。もしモニターを2ミックスでやっちゃうとバランス調整ができないから全然リフレッシュできないのですね。僕がスタジオに1人こもって歌録りするのは、そういうモニターをいちいち指図してやってもらうんじゃなくて、自分で調整しながら気兼ねなくやれるからというのも理由の1つなんです。ぼくはパンチ・インはしないで通してうたうんですが、それでも1つのトラックの頭から終わりまで流すと、どうも単調というか、引っ掛かりが出ないんですよ」ということで、ミックスでは4テイクのいたるところが切り換えられているという[book 5]。
  - 2004年にソニー「デジタルハンディカム」のCMソングに使用された。
3. 恋するカレン  –  (3:21)
  - 作詞：松本隆、作曲：大瀧詠一
  - 元は1979年にスラップスティックに提供した「海辺のジュリエット」（作詞：小林和子）の改作で、サビのメロディーが新たに加えられた。シングル・カットに際しイントロの音量が2.5dB上げられた。
  - 後に「雨のウェンズデイ」のB面としても発売される。2007年にはトヨタ・アリオンのCMソングに使用された。
  - 基本トラックは2チャンネルの一発録音。
4. FUN×4  –  (3:26)
  - 作詞：松本隆、作曲：大瀧詠一[注釈 2][book 4]
  - タイトルの正式な読み方は存在せず、「フォー・タイムス・ファン」や「ファン・タイムス・フォー」、「ファン・かける・よん」でも問題なく、いかなる自由な読み方をしても良いという珍しい歌謡曲である、と大瀧本人が解説している[注釈 4]。曲中のコーラスのうち、「Kiss」はオシャマンベ・キャッツ、「散歩しない?」は太田裕美、月に吠える男は五十嵐浩晃、「Church Bells May Ring」はシャネルズがそれぞれ参加。最後の「アンコール」は大滝自身[book 5][注釈 5]。基本トラックは2チャンネルの一発録音。後に大滝自身のプロデュースにより、植木等にカバーされた。2016年には三井不動産商業マネジメントの大型商業施設「三井ショッピングパークららぽーと」[6]、2022年にはキリンビール「麒麟 発酵レモンサワー」のCMソングに使用された[7]。なお、1987年頃にキーコーヒーのCMソングでオンエアされた曲は、大滝のサウンドを真似たCM用のオリジナル曲。2020年の松田聖子のアルバム『SEIKO MATSUDA 2020』には、この曲と松田の楽曲「いちご畑でつかまえて」を大瀧自身がミックスして掛け合わせた「いちご畑でFUN×4」が収録されている。元々は、『風立ちぬ』A面のサウンドプロデュースを務めた大滝によるお遊びとして、1981年に自身がパーソナリティを務めたラジオ番組『ゴー・ゴー・ナイアガラ』内で1度だけ流されたレア音源である。
  - なお、マスター音源は21世紀に入って再度編集し直した最新バージョンが採用されている。
5. さらばシベリア鉄道  –  (4:33)
  - 作詞：松本隆、作曲：大瀧詠一
  - ジョン・レイトン「霧の中のジョニー（Johnny Remember Me）」からの引用で、太田裕美への提供曲のセルフ・カバー。本人も「この曲は、（「霧の中のジョニー」をプロデュースした）ジョー・ミークへのトリビュート・ソング」と語っており[8]、ミークがプロデュースしていたバンド、トルネイドースの「Ridin' the Wind（空を飛ぶ恋：ミークではなくリズムギターのジョージ・ベラミーの作曲）」を連想させるアレンジとなっている。ナイアガラ・トライアングル（佐野元春、杉真理、大滝詠一）「A面で恋をして」との両A面シングルでリリースされた（アルバムとはミックス違い）。
  - 後に小林旭によってカバーされたが、大瀧の意向で曲名に「アキラの」が追加された。

## クレジット
Musicians
- Guitars: 安田“同年代”裕美, 三畑卓次, 笛吹利明, 福山享夫, 川村栄二, 松下誠, 松宮幹彦, 吉川“二日酔ドンマイ”忠英, 徳武弘文, 村松“カワイ・ギター教師”邦男, 鈴木“Hoseam-O”茂
- L.Perc: 鳴島“クワイアットマン”英治, 加藤賀行, 横山達治, 川瀬正人, 福生福生太郎[注釈 6], ラリー須永, 高杉登, 片山茂光, 川原正美, キムチ木村
- Keyboards: 山田“笑い上戸”英俊, 山中直子, 鈴木宏二, 井上鑑, エルトン永田, 中西康晴, 安西史孝, 大浜“練習熱心”和史, 井川賀幸, 遊眠亭主
- Drums: 上原“ユカリ”裕, 林“バラード”立夫
- Bass: 金田一昌吾, 長岡“ミッチ”道夫, 細野“エレキ・ベース”晴臣, 小泉僖美雄, 荒川康男
- Chorus, Voices of Each:
  - シンガーズ・スリー, オシャマンベ・キャッツ, 伊集加代子, ラジ
  - Guess Who 「散歩しない」太田裕美, 「Church Bells May Ring」, 「月に吠えている男」五十嵐浩晃
- Flute: Jake
- Trumpet: 吉岡孝時
- Marimba & Timpany: 金山功
- Strings: 前田憲男, 松任谷正隆

ナガナガバカンスかもねむ会員
- 松本隆, 石川光 (Luna City), 川端薫, 白川隆三 (CBS/SONY), Kagamimochi 伊東, Kusomajime 深田, Kimuko 佐々木, Packman 芳川, アトム富士, GH助川, Hentai Papilapapa 大野, ショーガ焼き吉田 (Studio Staff), 笹島武, 川本晴義, 寺川知紀 (P.M.P), 前島洋児, 大細鈴松, 高木美和子 (Niagara Office)
- Re-Design: 佐藤徹 (Shumisome)
- Illustration: 永井博 (Penguin)
- Pattern: 湯村輝彦 (Terry)
- Obi-Design: 中山泰 (Richie young Studio)
- Recorded & Mixed at CBS/SONY Roppongi & Shinanomachi
- Engineer: 吉田保
- Arranger: 多羅尾伴内
- Executive Producer: 朝妻一郎
- Producer: 大瀧詠一

## 35DH 1, Master Sound DM

### 解説
発売から1年半後の1982年10月1日、世界初のCD化タイトル50枚の中に選出された。大滝によれば「とにかくアナログ2,700円の時代に3,500円のCDしかもCDの最初期だから、リスナーはCDプレイヤーも購入しないとならないわけです。だから誰も買いませんでしたね。ホントですよ」とし、実際最初の3年間はCDの印税はゼロだったという。さらに「まあとにかく、品番35DH 1が『ロンバケ』で、35DH 2が『NIAGARA TRIANGLE Vol.2』だったわけですが、肝心の音が“なんでこんなに音が悪いんだ?”という。こうして僕のデジタル研究の旅も始まってしまうんですよ」という。大滝にとってもCDについてはわからないことばかりだったがアナログ・カッティングでの経験から当時、マスタリング・レベルのピークが-20dBに設定されていたため音量が小さい部分に問題があるのではないかと考えたという。そこで、レベル・ピークを-0dBまで入れた2ndプレスが35DH 1のまま1983年に発売された。結果としてこのアルバムは世界初のCDリマスタリングが行われたタイトルになってしまったという。しかし、2ndプレスに対して周囲から“音がひずんでいる”と指摘されたのを受け、今度はピーク・レベルを-16dB辺りに設定した3rdプレスが制作され、最終的には3種類の35DH 1が存在している。“マスターサウンド盤シリーズ”の高音質盤には、35DH 1ファーストプレスのデジタルマスターが使われている。
1989年に初の『公式』リマスター盤が発売されたが、大滝によれば「まだ世間的にはリマスタリングなんて言葉も無かったころですが、実は我々にしてみればこの時点で4回目のマスタリングだったんです。で、この時はアナログ・マスターからPCM-1630のU-Maticに落としました。その際、“アナログ・マスターが危険な状態にある”という話を聞かされたんです。1980年から83年までの3Mのテープは全体的に不具合があるという通達が来たのですよ。磁性体がボロボロ落ちて音が出なくなると。普通アナログは経年変化で最後はダメになるのだけど、この時期のテープはそれより早くダメになるという。それで『もう1回、何とかお願い!』ってU-Maticに入れたのがアナログを回した最後でした」という。
1989年盤は、ケース本体に「1989 RE-MASTER」のステッカーが貼られ、「さらばシベリア鉄道」がカットされ全9曲となった。

### 収録曲
1. 君は天然色  –  (5:06)
2. Velvet Motel  –  (3:44)
3. カナリア諸島にて  –  (4:00)
4. Pap-pi-doo-bi-doo-ba物語（ストーリー）  –  (3:15)
5. 我が心のピンボール  –  (4:26)
6. 雨のウェンズデイ  –  (4:25)
7. スピーチ・バルーン  –  (3:56)
8. 恋するカレン  –  (3:23)
9. FUN×4  –  (3:27)
10. さらばシベリア鉄道  –  (4:35)

## CD選書シリーズ

### 解説
「CD選書シリーズ」の一枚として廉価盤でのリリース。1991年リマスターを使用、全10曲のオリジナルに戻された。レコード会社からは1990年発売を打診されていたが、10周年に合わせて1991年発売となった。
大滝によれば諸事情により、この選書盤のマスタリングに関与していなかった。後に30周年リマスタリングをする際、どの盤がどのマスターを使っているのか検証したところ、選書盤で使われたマスターはオリジナル・マスターではないことが判明したという。『EACH TIME』リリース時に12インチ・シングル・ボックスが発売されたのに併せて『ロンバケ』のシングル・ボックスが企画され、そのためにオリジナル・アナログ・マスターから1/4インチ・アナログ・マスター・テープのコピーが1984年当時に作られ、「君は天然色」「カナリア諸島にて」「恋するカレン」「雨のウェンズデイ」とシングルのカップリング順に入っていた。最終的にシングル・ボックスの企画はなくなり、テープはそのまま保管されていた。ナイアガラ原盤リストに入っていなかったため、オリジナル・マスターからのコピー第一世代ではあるものの、全然再生されていないマスターが選書盤のマスターに使われていたことを、1991年の時点で大滝は知らなかったという。
CD選書盤はオリコン集計では最高56位で6.9万枚の売上だが、実売では10年間で45万枚を売り上げたという。

### 収録曲
1. 君は天然色  –  (5:04)
2. Velvet Motel  –  (3:43)
3. カナリア諸島にて  –  (3:59)
4. Pap-Pi-Doo-Bi-Doo-Ba物語（ストーリー）  –  (3:15)
5. 我が心のピンボール  –  (4:24)
6. 雨のウェンズデイ  –  (4:23)
7. スピーチ・バルーン  –  (3:55)
8. 恋するカレン  –  (3:22)
9. FUN×4  –  (3:25)
10. さらばシベリア鉄道  –  (4:35)

### クレジット
- Musicians
- Guitars: 安田“同年代”裕美、三畑卓次、笛吹利明、福山享夫、川村栄二、松下誠、松宮幹彦、吉川“二日酔ドンマイ”忠英、徳武弘文、村松“カワイ・ギター教師”邦男、鈴木“Hoseam-O”茂
- L.Perc: 鳴島“クワイアットマン”英治、加藤賀行、横山達治、川瀬正人、福生福生太郎、ラリー須永、高杉登、片山茂光、川原正美、キムチ木村
- Keyboards: 山田“笑い上戸”英俊、山中直子、鈴木宏二、井上鑑、エルトン永田、中西康晴、安西史孝、大浜“練習熱心”和史、井川賀幸、遊眠亭主
- Drums: 上原“ユカリ”裕、林“バラード”立夫
- Bass: 金田一昌吾、長岡“ミッチ”道夫、細野“エレキ・ベース”晴臣、小泉僖美雄、荒川康男
- Chorus: Voices of Each
  - シンガーズ・スリー、オシャマンベ・キャッツ、伊集加代子、ラジ
  - Guess Who 「散歩しない」, 「Church Bells May Ring」, 「月に吠えている男」
- Flute: Jake
- Trumpet: 吉岡孝時
- Marimba & Timpany: 金山功
- Strings: 前田憲男、松任谷正隆
- ナガナガバカンスかもねむ会員
- 松本隆、石川光 (Luna City)
- 川端薫、白川隆三 (CBS/SONY)
- Kagamimochi 伊東、Kusomajime 深田、Kimuko 佐々木、Packman 芳川、アトム富士、GH助川、Hentai Papilapapa 大野、ショーガ焼き吉田 (Studio Staff)
- 笹島武、川本晴義、寺川知紀 (P.M.P)
- 前島洋児、大細鈴松、高木美和子 (Niagara Office)
- Re-Design: 佐藤徹 (Shumisome)
- Illustration: 永井博 (Penguin)
- Pattern: 湯村輝彦 (Terry)
- Recorded & Mixed at CBS/SONY Roppongi & Shinanomachi
- Engineer: 吉田保
- Arranger: 多羅尾伴内
- Executive Producer: 朝妻一郎
- Producer: 大瀧詠一
- Remasterd on Dec. 1990 & Jan. 1991
- Engineer: Teppei Kasai

## リリース履歴
| #  | 発売日         | リリース                                    | 規格                   | 品番                                 | 備考 |
| -- | -------------- | ------------------------------------------- | ---------------------- | ------------------------------------ | --- |
| 1  | 1981年3月21日  | ナイアガラ ⁄ CBSソニー                      | LP                     | - 27AH 1234 - (NGLP-523,524-OT)      | アンケートハガキ封入。季節によりヴィニール・カバーを付けて発売されたものもある（1981年冬期キャンペーン & 1982年春期キャンペーン）。プレス時期によりレーベル・クレジットが異なる（1stプレス & 見本盤“All music & arrangement by 大瀧詠一”、2ndプレス以降“All music & arrangement by 多羅尾伴内”）。1983年以降、ナイアガラ・レーベルからリリースされたシングル及びアルバムのジャケットを印刷したインナースリーブを封入。 |
| 2  | 1981年3月21日  | ナイアガラ ⁄ CBSソニー                      | CT                     | - 27KH 959 - (NGCA-115,116-OT)       | |
| 3  | 1981年7月21日  | ナイアガラ ⁄ CBSソニー                      | LP                     | - 27AH 1290 - (NGLP-527,528-TB)      | - 『Sing ALONG VACATION』 - 「さらばシベリア鉄道」を除く、全9曲のインストゥルメンタル・アルバム。イエローロゴ+水色レーベルのクリア・ヴィニール仕様、1万枚限定盤。 |
| 4  | 1982年10月1日  | ナイアガラ ⁄ CBSソニー                      | CD                     | - 35DH 1 - (NGCD-7-OT)               | プレス時期によりマスタリング違いが3種類存在する。初回プレスは、盤の表面がゴールド仕様（但し初回プレスの後期にはシルバーの盤面も存在する）。セカンド・プレスは盤の表面がシルヴァー仕様で1983年流通。サード・プレスは盤の表面がシルヴァー仕様でNGCD-7-OT表記有。1983年流通。 |
| 5  | 1983年8月1日   | ナイアガラ ⁄ CBSソニー                      | LP                     | 30AH 1616                            | マスターサウンド・シリーズでリリースされたアナログ盤。ジャケットには帯に加え外袋に“デラックス仕様レコード”のステッカーが貼られる。レーベル・クレジットはオリジナル・アナログ盤2ndプレス以降と同じ（“All music & arrangement by 多羅尾伴内”）。 |
| 6  | 1983年8月1日   | ナイアガラ ⁄ CBSソニー                      | CT                     | 33KH 1050                            | マスターサウンド・シリーズでリリースされたメタル・カセット。 |
| 7  | 1989年6月1日   | ナイアガラ ⁄ CBSソニー                      | CD                     | - 27DH 5300 - (NGCD-1-OT)            | 1989年リマスター、「さらばシベリア鉄道」をカットした全9曲。 |
| 8  | 1989年6月1日   | ナイアガラ ⁄ CBSソニー                      | CT                     | - 27KH 5300 - (NGCA-1008-OT)         | 1989年リマスター、「さらばシベリア鉄道」をカットした全9曲。 |
| 9  | 1991年3月21日  | ナイアガラ ⁄ CBSソニー                      | CD                     | - CSCL 1661 - (NGCD-1-OT)            | CD選書シリーズの一枚。全10曲のオリジナルに戻る。 |
| 10 | 1997年10月22日 | ナイアガラ ⁄ ソニー                         | MD                     | - SRYL 7320 - (NGMD-1-OT)            | MD選書シリーズの一枚。全10曲。 |
| 11 | 2001年3月21日  | ナイアガラ ⁄ ソニー                         | CD                     | - SRCL 5000 - (NGCD-1-OT/NGCD-21-TB) | - 『A LONG VACATION 20th Anniversary Edition』 - 2001年リマスター、ボーナス・トラック9曲（インストゥルメンタル from 『Sing ALONG VACATION』）追加。時期によって“Sony Handycam CMイメージソング「スピーチ・バルーン」収録”のステッカーが貼られる。 |
| 12 | 2011年3月21日  | ナイアガラ ⁄ ソニー                         | 2CD                    | SRCL 8000~1                          | - 『A LONG VACATION 30th Edition』 - Disc1に『A LONG VACATION』30thリマスター、Disc2にDisc1 M-1~10の純カラオケと「君は天然色（Original Basic Track）」を収録。 |
| 13 | 2014年3月19日  | ナイアガラ ⁄ ソニー                         | デジタル・ダウンロード | –                                    | 通常音質（全11曲：AAC 128/320kbps） |
| 13 | 2014年4月1日   | ナイアガラ ⁄ ソニー                         | デジタル・ダウンロード | –                                    | 通常音質（全11曲：AAC 128/320kbps） |
| 14 | 2015年3月21日  | ナイアガラ ⁄ ソニー・ミュージックレーベルズ | CD                     | SRCL 8700                            | - 『A LONG VACATION SINGLE VOX』 - 『NIAGARA CD BOOK II』(12CD:SRCL 8700~11)の中の一枚。品番取得、新譜案内までいきながら企画倒れに終わった『SINGLE VOX』の曲順、オリジナル・アナログ・マスターを使っての収録。ジャケットも当時の色校から復刻。新規リマスター音源使用。 |
| 15 | 2021年3月21日  | ナイアガラ ⁄ ソニー・ミュージックレーベルズ | 4CD+BD+2LP+CT+GOODS    | SRCL 12000~8                         | - 『A LONG VACATION VOX』 - 2021年版音源による『A LONG VACATION 40th Anniversary Edition』のDisc1、大滝のDJスタイルによる貴重音源満載の『A LONG VACATION』誕生秘話を収録した『Road to A LONG VACATION』のDisc2、アルバム録音時のセッション風景に加え、CMソングのセッション音源もほぼレコーディング順に収録された『A LONG VACATION SESSIONS』のDisc3、プロモーション・カセットの音源を初めとする『A LONG VACATION』に関連した未発表音源をコンパイルした作品集『A LONG VACATION RARITIES』のDisc4、『A LONG VACATION 40th Anniversary Edition』の5.1chサラウンド音源と、『A LONG VACATION 40th Anniversary Edition』『Sing ALONG VACATION + Fiord 7』『A LONG VACATION TRACK and More』のハイレゾ・リマスタリング音源収録のブルーレイディスク、『A LONG VACATION 40th Anniversary Edition』のマスターを元にSony Music Studios Tokyoでカッティングされ、重量盤12インチでプレスされた45回転盤の2枚組アナログLP。『A LONG VACATION 40th Anniversary Edition』をカセット化したカセットテープ。さらに音源メディア以外の付属品として、1979年にCBSソニー出版より発行された、永井博のイラストに大滝詠一が文章を付けた絵本である『A LONG VACATION artbook』を完全復刻した復刻版『A LONG VACATION イラストブック』、貴重な写真や資料で構成された60ページのブックレット、ポスター・ポストカード・ステッカー・プレスシートを収納したナイアガラ福袋、ジャケットデザイン大型缶バッジをセットした、完全生産限定盤VOX。 |
| 16 | 2021年3月21日  | ナイアガラ ⁄ ソニー・ミュージックレーベルズ | 2CD                    | SRCL 12010~11                        | - 『A LONG VACATION 40th Anniversary Edition』 - 新たなマスターテープからリマスターされた2021年版音源を使用した“40th Anniversary Edition”のDisc1と、大滝のDJスタイルによる貴重音源満載の『A LONG VACATION』誕生秘話を収録した『Road to A LONG VACATION』のDisc2による2枚組。 |
| 17 | 2021年3月21日  | ナイアガラ ⁄ ソニー・ミュージックレーベルズ | LP                     | SRJL 1234                            | - 『A LONG VACATION 40th Anniversary Edition』 - メトロポリス・マスタリングのティム・ヤングによる2021年版最新カッティング。重量盤12インチ33回転、完全生産限定盤。 |

## 関連作品
- 夏歌2 - 夏がテーマの曲を集めたコンピレーション・アルバム、「カナリア諸島にて」収録。
- 風街図鑑〜松本隆 作詞活動30周年記念 - 松本隆の作詞家活動30周年記念CD-BOX、「カナリア諸島にて」「雨のウェンズデイ」収録。
- A LONG VACATION from Ladies （2009年11月4日）CD:UMCK-1333【通常盤】, CD+DVD:UMCK-9304【初回生産限定盤】 - 女性アーティストによるトリビュート・アルバム。ボーナス・トラックとして、アレンジを手がけた井上鑑による「Epilogue Instrumental〜Blue Niagara」を収録[注釈 14]。
- A LONG VACATION 南国アンドロイド・カバー （2011年3月21日）CD:DOCB-12342 - CHiP SHOP BOYZ WiTH ANDROiD SiNGERS ORCHESTRAによるトリビュート・アルバム。ジャケット・デザインは本秀康。マスタリングは本作の20周年記念盤と30周年盤を手掛けた内藤哲也。